# Inês Brasil
Inês Tânia Lima da Silva (sinh ngày 25 tháng 10 năm 1969), được biết đến với nghệ danh Inês Brasil, là một ca sĩ người Đức-Brazil, vũ công và người nổi tiếng trên internet. Inês trở nên nổi tiếng ở Brazil vào cuối năm 2012 sau khi xuất bản một video thử giọng cho phiên bản 2013 của Big Brother Brasil trên YouTube, đã trở thành một hiện tượng. Kể từ đó, hầu hết các video bà xuất bản trên phương tiện truyền thông xã hội trở thành hiện tượng.
Năm 2015, bà phát hành album phòng thu đầu tiên của mình, Make Love, có chứa các bài hát gốc, cũng như các bản cover của các bài hát MPB cổ điển. Hiện tại, bà đi khắp Brazil để tổ chức các buổi hòa nhạc tại các câu lạc bộ, biểu diễn khoảng 20 buổi hòa nhạc một tháng.

## Tiểu sử
Inês Tania Lima da Silva sinh ra ở Rio de Janeiro. Bà có tám anh em và hai con gái, Monique Lima Karp, cũng là người quản lý của bà, và Julia. Vào những năm 90, trước khi nổi tiếng, bà hành nghề mại dâm ở Rio de Janeiro. Ở đó, bà gặp người chồng cũ của mình là Christian Karp, một người Đức, đã đưa bà đến sống ở Đức. Cuộc hôn nhân kéo dài mười năm. Bà sống ở Đức mười tám năm, trước khi trở về Brazil. Bởi vì bà đã sống rất lâu ở Đức, bà cũng nói tiếng Đức lưu loát.

## Nghề nghiệp

### Sự nghiệp bắt đầu
Inês bắt đầu sự nghiệp của mình ở tuổi 22 trong một câu lạc bộ được gọi là "Oba-Oba", nơi diễn ra nhiều chương trình khác nhau. Cha bà là một ca sĩ kiêm vai trò nhạc sĩ và giống như mẹ và anh chị em của bà, bà cũng từng học về tôn giáo. Lần đầu tiên bà hát là trong một nhà thờ. Sau đó, bà đã trở thành một giáo viên samba trong một trường học ở Rio de Janeiro. Tại trường này, bà gặp người chồng cũ của mình, người đã giúp sự nghiệp của bà phát triển và đưa bà đến châu Âu. Ông làm việc trong một kênh truyền hình ở Đức và sản xuất tất cả các video của mình.

## Danh sách bài hát

### Album phòng thu
- 2015: Make Love[4]

### Đĩa đơn
- 2002: "Copa do Mundo"[5]
- 2002: "Oba Oba Oba"[6]
- 2015: "Make Love"[7]
- 2016: "Undererê"
- 2017: "Adão e Eva, Eva e Adão"[8]

### MV ca nhạc
| Năm  | Bài hát         |
| ---- | --------------- |
| 2002 | "Oba Oba Oba"   |
| 2002 | "Copa do Mundo" |
| 2015 | "Make Love"     |
| 2016 | "Undererê"      |

## Danh sách phim tham gia
| Television | Television                                       | Television  | Television               | Television |
| Năm        | Chương trình                                     | Vai         | Ghi chú                  |            |
| ---------- | ------------------------------------------------ | ----------- | ------------------------ | ---------- |
| 2013       | Superpop                                         | Inês Brasil | Ngôi sao khách mời       |            |
| 2013       | Agora é Tarde                                    | Inês Brasil | Ngôi sao khách mời       |            |
| 2013       | Domingo Legal                                    | Inês Brasil | thí sinh Telegrama Legal |            |
| 2015       | The Noite                                        | Inês Brasil | Ngôi sao khách mời       |            |
| 2016       | Video Quảng bá cho mùa 4 Orange Is The New Black | Inês Brasil | Ngôi sao khách mời       |            |
| 2017       | The Noite                                        | Inês Brasil | Ngôi sao khách mời       |            |